# Pyramid (framework)
Pour les articles homonymes, voir Pyramide (homonymie).
 (février 2012).
Si vous disposez d'ouvrages ou d'articles de référence ou si vous connaissez des sites web de qualité traitant du thème abordé ici, merci de compléter l'article en donnant les références utiles à sa vérifiabilité et en les liant à la section « Notes et références ».
Pyramid est un framework de développement web en Python open-source. C'est un micro framework inspiré par Zope, Pylons et Django.
1. ↑  « Release 2.0.2 », 25 août 2023 (consulté le 19 septembre 2023)